# 不破哲三
不破 哲三（ふわ てつぞう、1930年〈昭和5年〉1月26日 - ）は、日本の政治家。日本共産党名誉役員。元党中央委員会議長。元衆議院議員(11期)。本名は上田 建二郎（うえだ けんじろう）で、「不破哲三」はペンネーム。
日本共産党元副委員長の上田耕一郎は実兄。父は教育評論家の上田庄三郎。

## 経歴

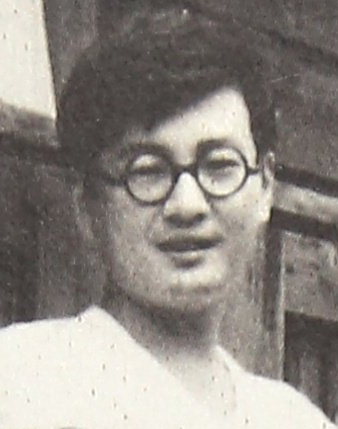
1956年の不破

当時、上田家には「跡取り」がいなかったため、父子共々養子として引き取られる。両親は高知県の出身。
旧制東京府立第六中学校（現・東京都立新宿高等学校）、第一高等学校を経て、東京大学理学部物理学科卒業。
1970年、40歳で日本共産党の書記局長に就任し、当時マスコミから「共産党のプリンス」と呼ばれた。
1974年1月29日の予算委員会では、日本分析化学研究所が実施していた放射能測定で、データがねつ造されていることを指摘した（「米原子力潜水艦放射能測定不正事件」）。
1982年に宮本顕治が中央委員会議長になり、不破が幹部会委員長に就任した。1984年にキューバのフィデル・カストロと3時間以上に及んで会談した。
1987年に公式には「心臓病のため」幹部会委員長を降り、第18回大会で新設された中央委員会副議長に就任した。村上弘委員長退任後、幹部会委員長に復帰した。選挙で党の躍進が続いた頃、マスコミから「スマイリング・コミュニスト」（微笑する共産主義者）（1998年度流行語大賞特別賞受賞）と呼ばれた。
1998年、31年間対立・絶縁していた中国共産党との交流を再開した。
2000年の党大会で、中央委員会議長に就任。
2004年の党大会で、全面的な綱領改定の提案をおこなった。
2006年1月の党大会で、高齢などを理由に議長職を退任し、党中央委員会付属社会科学研究所の所長に就任した。なお、中央委員会議長職は不破の退任以後は空席となっていたが、2024年1月の党大会で志位和夫が就任した。また、この党大会で中央委員を退任し名誉役員となった。

## 年表
- 1930年（昭和5年）教育評論家の上田庄三郎の次男として東京府豊多摩郡中野町（現・東京都中野区）に生まれる。
- 1947年（昭和22年）日本共産党に入党する。
- 1953年（昭和28年）東京大学理学部物理学科を卒業して、鉄鋼労連（現・基幹労連）に書記として就職する。
- 1964年（昭和39年）日本共産党中央委員に就任する。
- 1969年（昭和44年）衆議院議員に初当選する（東京都第6区、1996年の小選挙区制導入以後は比例東京ブロック単独で、連続10回当選）
- 1970年（昭和45年）日本共産党書記局長に就任する。
- 1982年（昭和57年）日本共産党幹部会委員長に就任する。
- 1987年（昭和62年）日本共産党中央委員会副議長に就任する。
- 1989年（平成元年）日本共産党幹部会委員長に再任する。
- 2000年（平成12年）日本共産党中央委員会議長に就任する。
- 2003年（平成15年）衆議院議員を引退する。
- 2004年（平成16年）日本共産党常任幹部会委員・日本共産党中央委員会付属社会科学研究所所長[6]。
- 2006年（平成18年）日本共産党議長を退任する。日本共産党常任幹部会委員留任。
- 2010年（平成22年）日本共産党常任幹部会委員・日本共産党社会科学研究所所長[7][8][9]。
- 2014年（平成26年）日本共産党常任幹部会委員留任[10]。
- 2017年（平成29年）日本共産党常任幹部会委員留任。
- 2020年（令和2年）日本共産党常任幹部会委員留任[11]。
- 2024年（令和6年）日本共産党常任幹部会委員を退任し名誉役員となる[12]。

## 名前の由来
- 『私の戦後六〇年　日本共産党議長の証言』の中で本人が「不破哲三」の由来について、自宅付近にあった塗装業者「不破建設」と、当時の職場である鉄鋼産業労働組合の「鉄」から名付けたと語っている。鉄鋼労連は総評系で日本社会党員（特に右派）が多数を占めていたため、機関誌「前衛」などへの寄稿の際このペンネームを使用していた。
- 実兄・上田耕一郎は、耕一郎と建二郎とで労農同盟を意味する命名であると語っている（経済2004年1月号での鶴見俊輔との対談での発言）。

## 人物

### 人物像
- 2010年、読売新聞の連載企画、「時代の証言者」で、「昔は軍国少年だった」と語った[13]。

- メガネが最も似合う各界の著名人として、1998年に日本メガネベストドレッサー賞（政界部門）を受賞した[14]。

- 直木賞作家の水上勉と交流があり、水上勉が死去した際に追悼文を書いている[15]。

- 140冊以上の著作があるほか、「赤旗」の評論員論文・無署名論文の多くを執筆したともいわれる。

- 妻の七加子が不破の伝記を出版している[16][17]。七加子は日本共産党員で、2020年（令和2年）5月17日に死去した[18]。

### 趣味・嗜好
子ども向けのテレビ番組『ウゴウゴルーガ』（フジテレビ他）において政治家としてではなく、登山の講師（「やまのぼりのえらいひと」）として出演したことがあるほど山登りが好き。70歳までは毎年元日に富士山に登り、初日の出を見ていたという。現在の自宅も神奈川県相模原市緑区（旧津久井郡津久井町）の山中にある。
時代小説も好きで、少年時代はその方面での作家にもなりたかったと語っている。またテレビ時代劇を愛好し、時代劇専門チャンネルを視聴している。
1990年、TBSの「クイズダービー」の「野党の委員長と新人議員大会」に高崎裕子と出場し、10万点を達成した。

## 批判
日本共産党を離党した筆坂秀世は、離党後行った共産党批判のなかで、不破が2000年に日朝国交正常化交渉で北朝鮮による日本人拉致問題を事実上棚上げにすることを求めた、と主張した。不破は、（拉致問題が疑惑だった段階では）それに応じた緻密な外交努力をするべきと主張したのであって、これを拉致棚上げの主張と非難するのは曲解である、と反論している。
2017年に86歳の不破哲三が常任幹部会委員に留任、84歳の浜野忠夫が幹部会副委員長に就任したことに触れて、筆坂は80代で未だに引退せずに自身の元で人事を牛耳らせた男を三役に置いたことに、「共産党の幹部の誰一人として異論を挟めない共産党の異常が露見している。共産党が普通の政党になるならばまず物言えない体制こそ改めるべき」と強く批判している。
2001年の九州南西海域工作船事件における海上保安庁の対応を肯定する日本共産党の見解に対して、当時党議長だった不破は「中国は『海保はやりすぎだ』と批判している」ことを主張し、日本共産党のこの見解の発表を潰したとされている。
論文「日本社会党の綱領的路線の問題点」の中で、社会党の平和革命路線を批判する中で「『暴力革命唯一論』者の議論は，民主主義を擁護する人民の力を無視した受動的な敗北主義の議論である。しかし，反対に『平和革命』の道を唯一のものとして絶対化する『平和革命必然論』もまた，米日支配層の反動的な攻撃にたいする労働者階級と人民の警戒心を失わせる日和見主義的『楽観主義』の議論であり，解放闘争の方法を誤まらせるものなのである」と述べており、公安調査庁は共産党の「敵の出方論」を裏付けるものだとしている。
近年、エンゲルスへの批判を強めており、まずは『空想から科学へ』で定義された「資本主義の基本矛盾」について疑問を呈し、つづいてエンゲルスによる『資本論』第２・3部の編集方針についても批判を行った。新日本出版社は、この不破の見解に沿って旧来の新日本新書版『資本論』の改訂を行い、『新版　資本論』を完結させた（2019～2021年）。これに対して、川上則道、谷野勝明などから厳しい批判が出されている。

## 著書
著書は140冊以上にのぼり、日本の政治家としては最も多い。消しクズが散らからなくてよいからと、早くからワープロでの執筆も始めている。回顧録を共産党とは対極の保守系出版社である新潮社から出版したことは話題になったが、本人は「それも面白いかな」と述べている。
- 『マルクス主義と現代修正主義』大月書店、1965年4月15日。
- 『日本の中立化と安全保障』新日本出版社、1968年8月30日。
- 『現代政治と科学的社会主義』新日本出版社、1968年12月20日。
- 『大学問題の焦点』〈青年学習新書〉、日本青年出版社、1969年。
- 『不破哲三著作集 日本の独立と民主主義の展望』大月書店、1969年。
- 『人民的議会主義』新日本出版社、1970年。　のち新書上下
- 『科学的社会主義と政治革新』大月書店、1972年7月14日。
- 『沖縄基地とニクソン戦略』〈新日本新書〉、新日本出版社、1972年9月20日。
- 『新しい半世紀への前進 日本共産党と七〇年代の任務』新日本出版社、1973年11月10日。
- 『青年と語る 科学的社会主義と日本の未来』〈新日本新書〉、新日本出版社、1975年4月25日。
- 『科学的社会主義研究』新日本出版社、1976年。
- 『自由と民主主義の旗』新日本出版社、1976年。
- 『進歩と変革の大道を』新日本出版社、1978年7月30日。
- 『科学的社会主義研究. 続』新日本出版社、1979年。
- 『不破哲三国会論戦集』新日本出版社、1979年7月20日。
- 『現代前衛党論』新日本出版社、1980年10月5日。
- 『労働戦線に革新の旗を』〈新日本新書〉、新日本出版、1980年4月10日。
- 『日本共産党その歴史と路線 中央人民大学講義集』新日本出版社、1981年5月5日。
- 『不破哲三政策論集 上』〈日本の進路と政策問題〉、新日本出版社、1981年10月15日。
- 『『資本論』と今日の時代』新日本出版社、1982年5月1日。
- 『スターリンと大国主義』新日本新書、1982年。
- 『不破哲三政策論集 下』〈80年代論・地方政治論〉、新日本出版社、1982年1月10日。
- 『講座「家族、私有財産および国家の起源入門」』新日本出版社、1983年。
- 『社会主義入門 「空想から科学へ」百年』新日本出版社、1983年4月25日。
- 『日本共産党と革新政治』新日本出版社、1983年2月25日。
- 『現代に生きるマルクス』新日本出版社、1984年3月25日。
- 『講座日本共産党の綱領路線』新日本出版社、1984年5月5日。
- 『続・不破哲三政策論集』新日本出版社、1985年。
- 『経営での活動と党建設 多数者の結集をめざして』新日本出版社、1986年1月10日。
- 『政策活動入門』新日本出版社、1986年。　のち文庫
- 『政策争点と反核平和論 不破哲三政策論集』新日本出版社、1986年3月30日。
- 『選挙戦での日本共産党論 不破哲三政策論集』新日本出版社、1986年12月15日。
- 『古典への旅 マルクス、エンゲルス、レーニンを訪ねて』新日本新書、1987年5月15日。
- 『世界史のなかの社会主義』新日本出版社、1987年。
- 『地方政治の争点と選択 不破哲三政策論集』新日本出版社、1987年8月25日。
- 『自然の弁証法 エンゲルスの足跡をたどる』新日本出版社、1988年。
- 『「資本主義の全般的危機」論の系譜と決算』新日本出版社、1988年。
- 『レーニン「カール・マルクス」を読む』新日本出版社、1988年。
- 『「新しい思考」はレーニン的か』新日本出版社、1989年。のち文庫
- 『インドとデンマーク』新日本出版社、1989年。
- 『革新・平和の主流と逆流 不破哲三政策論集』新日本出版社、1989年。
- 『科学的社会主義と執権問題』新日本文庫、1990年。
- 『科学的社会主義における民主主義の探究 マルクス、エンゲルス、レーニンの活動から』新日本出版社、1990年。
- 『激動の時代の生きがい 女性・青年・労働者のなかで』新日本出版社、1990年。
- 『自然の秘密をさぐる 宇宙から生命・頭脳まで 不破哲三対談集』新日本出版社、1990年。
- 『社会主義の原点と未来』新日本出版社、1990年。
- 『90年代・世界と日本の新しい進路』新日本出版社、1991年。
- 『ソ連・東欧問題と現代の世界』新日本出版社、1991年。
- 『ソ連覇権主義の解体と日本共産党』新日本出版社、1991年。
- 『日本共産党綱領と歴史の検証』新日本出版社、1991年11月5日。
- 『現代史のなかの日本共産党』新日本新書、1992年。
- 『ソ連・中国・北朝鮮-三つの覇権主義 : たたかいの記録』新日本出版社、1992年11月15日。
- 『科学的社会主義の運動論』新日本出版社、1993年。
- 『国政の争点と体制選択論 不破哲三政策論集』新日本出版社、1993年。
- 『労働基準法を考える』新日本新書、1993年。
- 『史的唯物論研究』新日本出版社、1994年。
- 『時代の本流をつかむ』新日本出版社、1994年。
- 『日本共産党にたいする干渉と内通の記録 ソ連共産党秘密文書から』上下　新日本出版社 1994
- 『科学的社会主義のすすめ 対話』新日本新書 1995
- 『経営のなかの日本共産党 情勢をどうつかみ、どう活動するか』新日本出版社 1995
- 『綱領路線の今日的発展』新日本出版社 1995
- 『いま政治と政党を考える』新日本出版社 1996
- 『古典学習のすすめ』新日本出版社 1996
- 『マルクス、エンゲルス百年 日本共産党はなにをうけついできたか』新日本出版社 1996
- 『新しい世紀新しい日本』新日本出版社 1997
- 『エンゲルスと『資本論』』新日本出版社　上下 1997
- 『革新の本流を大河のように』新日本出版社 1997
- 『新しい国づくりを提唱する』新日本出版社 1998
- 『現代日本における大衆的前衛党』新日本出版社 1998
- 『レーニンと「資本論」』新日本出版社、1998-2001

[1]―市場理論とロシア資本主義―』（1998年）
[2]― 一九〇五年革命前後―』（1999年）
[3]―マルクス主義論―』（1999年）
[4]―戦争と帝国主義―』（1999年）
[5]―一九一七年・『国家と革命』―』（2000年）
[6]―干渉戦争の時代―』2000年）
[7]─最後の三年間─』（2001年）
- 『千島問題と平和条約』新日本出版社 1998
- 『地方政治と議員活動』新日本出版社 1998
- 『二十一世紀の日本をめざして 98年参院選全記録』新日本出版社 1998
- 『日本共産党と中国共産党の新しい関係』新日本出版社 1998
- 『現代史のなかで日本共産党を考える』新日本出版社 1999
- 『私たちの日本改革論』新日本出版社 1999
- 『「首都移転」を考える』新日本出版社 2000
- 『日米核密約』新日本出版社 2000
- 『日本共産党の歴史と綱領を語る ブックレット版』新日本出版社 2000
- 『科学的社会主義を学ぶ』新日本出版社 2001
- 『ここに『歴史教科書』問題の核心がある』新日本出版社 2001
- 『世紀の転換点に立って』新日本出版社 2001
- 『二十一世紀と「科学の目」』新日本出版社 2001
- 『日本共産党綱領を読む』新日本出版社 2001
- 『二十一世紀はどんな時代になるか』新日本出版社 2002
- 『二つの世紀と日本共産党』新日本出版社 2002
- 『北京の五日間』新日本出版社 2002
- 『歴史教科書と日本の戦争』小学館 2002
- 『マルクスと『資本論』再生産論と恐慌』全3巻（新日本出版社 2003年）
- 『『資本論』全三部を読む 代々木『資本論』ゼミナール・講義集』全7冊 新日本出版社 2003-2004
- 『ふたたび「科学の目」を語る 二十一世紀の資本主義と社会主義』新日本出版社 2003
- 『議会の多数を得ての革命 古典研究』新日本出版社 2004
- 『新・日本共産党綱領を読む』新日本出版社 2004
- 『世界の流れのなかで憲法問題を考える』日本共産党中央委員会出版局 2004
- 『チュニジアの七日間』新日本出版社 2004
- 『日本共産党綱領 報告集』日本共産党中央委員会出版局 2004
- 『マルクス未来社会論 古典研究』新日本出版社 2004
- 『私の戦後六〇年　日本共産党議長の証言』（新潮社 2005年）ISBN 4104783013
- 『日本外交のゆきづまりをどう打開するか―戦争終結60周年 アジア諸国との最近の関係をめぐって』（日本共産党中央委員会出版局 2005年）ISBN 4530015572
- 『いまこの世界をどう見るか―アジア・アフリカ・ラテンアメリカ』（新日本出版社 2005年）ISBN 4406031936
- 『党綱領の理論上の突破点について』（日本共産党中央委員会出版局 2005年）ISBN 4530044009
- 『21世紀の世界と社会主義』（新日本出版社 2006年）ISBN 4406032568
- 『日本の前途を考える』（新日本出版社 2006年）ISBN 4406032347　※「日本外交のゆきづまりをどう打開するか」、前衛2005年12月号No.797に掲載の「憲法九条改定論の三つの盲点」他収録
- 『21世紀の世界と社会主義 日中理論会談で何を語ったか』新日本出版社 2006
- 『日本共産党史を語る』新日本出版社 2006
- 『日本共産党史を語る』新日本出版社 2006-2007
- 『いま世界がおもしろい』（「科学の目」講座）新日本出版社 2007
- 『憲法対決の全体像』新日本出版社 2007
- 『古典への招待』新日本出版社 2008-2009
- 『マルクスは生きている』（平凡社新書 2009年）ISBN 4582854613
- 『激動の世界はどこに向かうか 日中理論会談の報告』新日本出版社 2009
- 『日米核密約歴史と真実』新日本出版社 2010
- 『マルクス、エンゲルス革命論研究』新日本出版社 2010
- 『マルクスとともに現代を考える マルクスは生きている 社会進歩と女性』新日本出版社 2010
- 『「科学の目」で見る日本と世界』新日本出版社 2011
- 『不破哲三時代の証言』中央公論新社 2011　※読売新聞朝刊「時代の証言者」掲載の内容に加筆したもの
- 『『資本論』はどのようにして形成されたか マルクスによる経済学変革の道程をたどる』新日本出版社 2012
- 『古典教室 第1巻 (第1課マルクス『賃金、価格および利潤』第2課マルクス『経済学批判・序言』)』新日本出版社 2013
- 『古典教室 第2巻 (第3課エンゲルス『空想から科学へ』)』新日本出版社 2013
- 『古典教室 第3巻 (第4課エンゲルス『フランスにおける階級闘争』〈マルクス〉への「序文」/第5課マルクス、エンゲルス以後の理論史)』新日本出版社 2013
- 『歴史から学ぶ 日本共産党史を中心に』新日本出版社 2013
- 『党綱領の力点』日本共産党中央委員会出版局 2014
- 『スターリン秘史』新日本出版社 2015-2016（全6巻）

山岳
- 『回想の山道 私の山行ノートから』山と渓谷社 1993
- 『私の南アルプス』（山と渓谷社　1998年）のち文庫

文学
- 『宮本百合子と十二年』新日本出版社 1986
- 『私の宮本百合子論 『獄中への手紙』から『道標』へ』新日本出版社 1991
- 『小林多喜二　時代への挑戦』（新日本出版社　2008年）ISBN 978-4-406-05149-1

### 共著
- 『マルクス主義と現代イデオロギー』上田耕一郎共著 大月書店 1963
- 『この世界と日本をどうみる』浅井基文共著 新日本出版社 1992
- 『郷土人形西・東 :民俗文化に魅せられて』上田七加子共著 里文出版 2013
- 『新日本共産党宣言』井上ひさし共著 光文社 1999
- 『一滴の力水 同じ時代を生きて』水上勉共著 光文社 2000
- 『世界、日本、そして憲法 私たちはどんな時代に生き、学ぶのか』山田敬男共著 学習の友社 2006
- 『同じ世代を生きて 水上勉・不破哲三往復書簡』新日本出版社 2007
- 『現代史とスターリン』渡辺治共著 新日本出版社、2017年

### 翻訳
- レーニン『国会と選挙』大月書店 1972